# كويروس روبرتو
كويروس روبرتو مواليد 23 فبراير 1992 في غواياكيل، هو لاعب كرة مضرب إكوادوري بدأ مسيرته كمحترف سنة 2008 يلعب باليد اليسرى. أعلى تصنيف له في الفردي كان 241. أعلى تصنيف له في الزوجي كان 914.

## روابط خارجية
- كويروس روبرتو على موقع رابطة محترفي التنس (الإنجليزية)
- كويروس روبرتو على موقع الاتحاد الدولي لكرة المضرب (الإنجليزية)
- كويروس روبرتو على موقع كأس ديفيز (الإنجليزية)
- كويروس روبرتو على موقع خلاصة التنس.كوم (الإنجليزية)
- كويروس روبرتو على موقع إي إس بي إن.كوم (الإنجليزية)
- كويروس روبرتو على موقع أوليمبيديا (الإنجليزية)